# Malestroit
 Malestroit  (en bretón Malastred) es una población y comuna francesa, situada en la región de Bretaña, departamento de Morbihan, en el distrito de Vannes. Es el chef-lieu del cantón de Malestroit.

## Demografía
| 2381 | 2483 | 2506 | 2465 | 2357 | 2472 |
| Para los censos de 1962 a 1999 la población legal corresponde a la población sin duplicidades (Fuente: INSEE [Consultar]) |      |      |      |      |      |